# Cécile Duret-Saint-Aubin
Pour les articles homonymes, voir Saint-Aubin.
Anne, Marie, Antoinette, Cécile d'Herbez, connue sous le nom de Cécile Saint-Aubin ou encore Cécile Duret-Saint-Aubin, née le 14 octobre 1785 à Paris et morte le 30 novembre 1862 à Paris (9e arrondissement), est une chanteuse d'opéra française.

## Biographie
Elle est la fille d'Augustin-Alexandre d'Herbez, dit Saint-Aubin, ténor de l'Opéra de Paris et de Jeanne-Charlotte Schroeder, Madame Saint-Aubin, soprano à la Comédie-Italienne et à l'Opéra-Comique. Elle est la sœur ainée d'Alexandrine Saint-Aubin (1793-1867).
Elle prend pendant trois ans des leçons du compositeur Tarchi, et entre au conservatoire, pour s'y perfectionner dans la classe de Garat. Elle en sort pour débuter à l'Opéra-Comique, le 24 mai 1804, dans Le Concert interrompu, de Berton, où elle obtient un succès. Elle joue avec sa mère dans Michel-Ange, de Nicolò Isouard, puis se montre dans Montano et Stéphanie, de Berton. Après quatre ou cinq mois de séjour à l'Opéra-Comique elle quitte soudainement ce théâtre,, pour n'y reparaître qu'après une absence de quatre années environ. Elle rentre  au conservatoire. Le 24 septembre 1804, elle épouse le violoniste Marcel Duret.
Elle joue le 4 et le 7 avril 1808,  Montano et Stéphanie, le 9 Le Concert interrompu, et continue une suite de représentations de ces deux ouvrages, après elle crée le rôle de Florina dans Cimarosa de Nicolo, puis reprend le rôle de Zémire dans Zémire et Azor.
Elle est reçue sociétaire en 1811. Nicolo écrit spécialement pour elle, les rôles principaux de Lully et Quinault, du Billet de loterie, de Jeannot et Colin, du Magicien sans magie. Elle est la rivale d'Antoinette Lemonnier, du fait que Boieldieu écrit surtout pour Madame Lemonnier, Nicolo surtout pour elle.
Pour des raisons de santé, elle est obligée de se retirer en 1820.

## Création
À l'Opéra-Comique
- 1808 : Cimarosa, opéra-comique de Nicolas Isouard, le 28 juin, rôle de Florina[10].
- 1809 : La Dupe de son art
- 1809 : Zélomir ou L'Intrigue au sérail, rôle de Zélime, 25 avril[11].
- 1810 : Cendrillon, opéra-féerie en 3 actes de Nicolas Isouard, livret de Charles-Guillaume Étienne, 22 février, rôle de Clorinde[12].
- 1811 : Le Billet de Loterie, 14 septembre, rôle d'Adèle[13].
- 1811 : Le Magicien sans magie, rôle d'Hortense[14].
- 1811 : Rien de trop ou Les deux paravents, rôle d'Evelina[15].
- 1811 : Le Charme de la voix, de Gaugiran Nanteuil, , 24 janvier[12].
- 1811 : La Victime des arts, 27 février
- 1812 : L'Homme sans façon, ou les Contrariétés
- 1812 : Lulli et Quinault, ou le Déjeuner impossible, 27 février[12]
- 1812 : Les Aubergistes de qualité, rôle d'Émilie[16].
- 1814 : Jeannot et Colin, 17 octobre, rôle de Thérèse[12].
- 1816 : Les Deux Maris, rôle de Clémence[17].